# Guillaume de Joyeuse

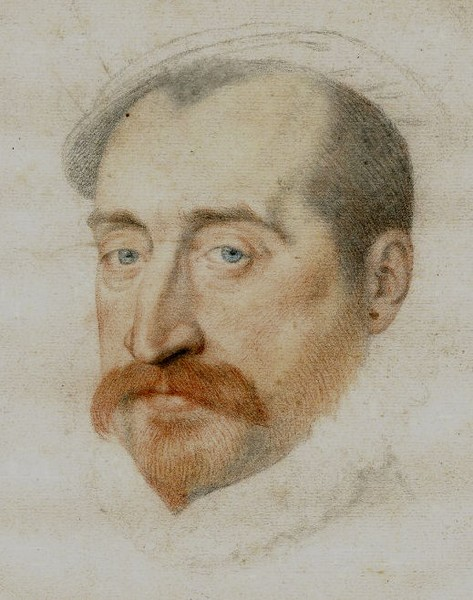
Angenommenes Porträt von Guillaume II. de Joyeuse

Wappen Guillaumes II. de Joyeuse

Guillaume II. de Joyeuse (* 1520; † 1592 in Aubenas) war ein französischer Adliger, Bischof und Militär und seit 1582 Marschall von Frankreich.

## Leben und Wirken
Sein Vater war Jean de Joyeuse, Vizegraf von Joyeuse (* 1475), und seine Mutter Françoise de Voisins, Herrin von Arques (* um 1500). Er schlug zunächst eine geistliche Laufbahn ein und wurde im Jahr 1541, als Nachfolger seines gleichnamigen Onkels, als Guillaume VI. Bischof von Alet.
Als sein älterer und einziger Bruder, Jean-Paul de Joyeuse, unverheiratet starb, hatte Guillaume seine formelle Bischofsweihe noch nicht erhalten. Um das drohende Erlöschen seiner Familienlinie abzuwenden, konnte er daher die Gelegenheit nutzen, im Jahr 1554 den Kirchendienst aufzugeben und weltlichen Güter seines Bruders zu übernehmen. Er wurde somit als Guillaume II. Vizegraf von Joyeuse sowie Herr von Saint-Didier, Laudun, Puyvert und Arques. Im Jahr 1561 wurde er von König Karl IX. zum königlichen Generalstatthalter im Languedoc ernannt. In den immer wieder aufbrandenden Hugenottenkriegen (1562–1598) beteiligte er sich auf katholischer Seite an den Kämpfen im Languedoc und in der Auvergne. Er wurde als Ritter in den Michaelsorden und 1578 als Ritter in den Orden vom heiligen Geist aufgenommen. Im Jahr 1582 wurde er von König Heinrich III. zum Marschall von Frankreich ernannt.
Guillaume de Joyeuse überlebte vier seiner Söhne und starb im Jahr 1592 in Aubenas. Er wurde in einer von ihm gestifteten Kapelle in Joyeuse begraben. Diese ist als Seitenkapelle der heutigen Kirche Saint-Pierre erhalten, sein Grabstein ist dort bis heute zu sehen.

## Ehe und Nachkommen
Um 1561 heiratete er Marie de Batarnay, Tochter des René de Batarnay, Graf von Le Bouchage. Mit ihr hatte er sieben Kinder:
- Anne (1560–1587), einer der Mignons Heinrichs III. von Frankreich, seit 1577 1. Herzog von Joyeuse, Pair und Admiral von Frankreich, gefallen in der Schlacht von Coutras
- François (1562–1615), Kardinal und 4. Herzog von Joyeuse, Erzbischof von Narbonne, dann Toulouse und später Rouen
- Henri (1563–1608), Kapuzinerpater und Marschall von Frankreich, 3. Herzog von Joyeuse
- Antoine-Scipion (1565–1592), Malteserritter und Großprior von Toulouse, 2. Herzog von Joyeuse, nach der verlorenen Schlacht von Villemur auf der Flucht im Fluss Tarn ertrunken
- Georges, Herr von Saint-Didier (1567–1584)
- Claude (1569–1587), Herr von Saint-Sauveur, gefallen in der Schlacht von Coutras
- Honorat (jung gestorben)